# Zoarchias neglectus
Zoarchias neglectus är en fiskart som beskrevs av Tanaka, 1908. Zoarchias neglectus ingår i släktet Zoarchias och familjen taggryggade fiskar. IUCN kategoriserar arten globalt som otillräckligt studerad. Inga underarter finns listade i Catalogue of Life.